# Csodák (Így jártam anyátokkal)
A Csodák az Így jártam anyátokkal című televízió-sorozat harmadik évadának huszadik, évadzáró epizódja. Eredetileg 2008. május 19-én vetítették, míg Magyarországon 2009. január 6-án.
Ebben az epizódban Ted egy baleset után átértékeli az addigi életét és döntéseit, miközben Robin és Marshall a csodák létezésén vitatkoznak.

## Cselekmény
Az epizód azzal kezdődik, hogy Ted egy taxiban ül. Meg kellett kötnie a cipőjét, és ezért három másik taxiról lemaradt, és ez, mint kiderült, sorsdöntő pillanat volt. Egy visszatekintésben láthatjuk, hogy Ted egy villásreggeli után újságolta a többieknek, hogy Stella meghívta a húgának az esküvőjére, ami 6 hónap múlva lesz. Emlékezteti őket Barney szabályára a kapcsolatokban való előretervezésről, és egy kicsit pánikba esik. Kicsit később közölte Stellával, hogy beszélniük kell, Stella pedig mérgesen távozott.
A jelenbe visszatérve Ted taxiját éppen telibe kapja egy gyorshajtó, aki átment a piroson. Barátai amint megtudják, mi történt, rohannak be a kórházba, és látják, hogy Tednek nincs nagy baja. Ő elmondja a többieknek, hogy ez a baleset ráébresztette dolgokra, többek között hogy átértékelje a kapcsolatát Stellával és vissza akarja kapni őt. Marshall szerint az eset egy csoda, amiben Robin kételkedik. Marshall nem érti, miért ez a kétely, és felidézi, milyen volt, amikor ő, Ted és Barney ceruzákat hajigáltak a MacLaren's bár plafonjára, mire az egyik leesett, és a radírgumis felén pattanva pontosan Barney orrában kötött ki. Marshall szerint ez is egy csoda volt, Robin szerint viszont egyáltalán nem.
Lily felhívja Barneyt, aki mielőtt megtudná, milyen állapotban van Ted, azonnal rohanni kezd a kórházba. Mivel nem fog taxit, elkezd szaladni. Közben Ted elmeséli a többieknek, hogy a baleset pillanatában ahelyett, hogy lepergett volna előtte az egész élete, olyan dolgokat látott csak, amiket szeret, és ezért akarja visszaszerezni Stellát. Marshall szerint ez is egy csoda, de mivel Robin szerint továbbra sem az, elmesél egy sztorit. Amikor Amszterdamból jött haza, és a táskája tele volt fűvel, a kötekedő vámos műszakja éppen akkor járt le, az új pedig simán továbbengedte, ami szintén csoda volt. Közben Stella is megérkezik, és kibékülnek Teddel, ami Marshall szerint ismét egy csoda, Robin szerint viszont ez sem az. Ezért elmesél egy újabb sztorit arról, amikor Lily óvodásaitól elkapta a fejtetveket, és mikor a régi cégéhez újra jelentkezett felvételre, onnan ezért utasították el. Ami azért volt csoda, mert a főnökét két héttel később letartóztatták.
Stella ekkor szembesül vele, hogy igazából nem csak összeveszés volt, hanem Ted szakítani is akart vele, amitől ismét dühös lesz, és úgy véli, akkor tényleg szakítsanak. Nem sokkal ezután telefonon keresik Tedet: Barneyt elütötte egy busz, ahogy rohant be hozzá a kórházba. Túlélte, bár sok csontja eltört. Ted meghatódik azon, hogy mit meg nem tett volna érte Barney, ezért kibékülnek és újra barátok lesznek. Marshall szerint ez már két csoda egy nap, de Robin még mindig szkeptikus.
Robin elmeséli, miért nem hisz a csodákban: amikor gyerek volt és a család öreg kutyája elpusztult, a szülei azzal hitegették, hogy egy új eljárással meg lehet menteni az életét. Csakhogy ez nem volt igaz, hiszen kutya helyett egy teknőst kapott, ami a szülei szerint csak a kezelés mellékhatása.
Tedet kiengedik a kórházból, aki azonnal elrohan Stellához, aki Lucyvel van a játszóházban. Közben a többiek megkérdezik Barneyt, hogy mit látott maga előtt a baleset előtt, és ő ezt egy viccel üti el, de közben Robinra néz.
A zárójelenetben Ted egy narancsszínű plüss kenguruval jelenik meg Stella előtt, és elmondja neki, hogy készen áll arra, hogy megadja neki, amit szeretne. Azt mondta, tíz percet töltött a játékgép előtt, hogy kihalásszon egy játékgyűrűt, de csak ezt sikerült hoznia. Stella megkérdezi, miért akart gyűrűt hozni, mire Ted megkéri a kezét.

## Kontinuitás
- Ted nem mondta ki Stella előtt, hogy szakítani akar vele, mert az egy nagyon durva dolog szerinte. "Az ing visszatér" című részben Natalie-nak egyenesen megmondta, és alaposan el is látta a baját.
- Robin "A párkereső" és a "Nincs holnap" című részekben is szkeptikus a természetfelettiben.
- Ted és Stella abban a vendéglőben villásreggeliztek, ahol Marshall és Brad is jártak "A világ legjobb párosa" című részben.
- A Nicholson, Hewitt & West kétes üzleti ügyeire már az "Én nem az a pasi vagyok" című részben is történt utalás, amelyben Jövőbeli Ted elmondta, hogy Jefferson Coadsworth-t is letartóztatják majd három év múlva.
- Marshallt az "Ordításlánc" című részben rúgták ki a cégtől.

## Jövőbeli utalások
- Barney a "Homokvárak a homokban" című részben feküdt le Robinnal, és a következő epizódban felfedi Lily előtt, hogy beleszeretett.
- Stella húgának esküvője bedől, helyette Ted és Stella esküvőjére kerülne sor, ami "A Shelter-sziget" című rész témája.
- "Az utolsó oldal" című részből derül ki, hogy Barney épp emiatt a buszos eset miatt veszi nagyon komolyan a "százhármazást".

## Érdekességek
- Robin azt mondja a "Boldogan élek" című részben, hogy az apja mindig is fiúsan nevelte. Ebben az epizódban a visszaemlékezésben azonban lányos ruhákban van és hosszú a haja.
- A ceruza orrba pattanós esete ténylegesen megtörtént az "Így jártam anyátokkal" egyik írójával.
- Barney az epizódban épp egy észak-koreai delegátussal beszélget, amikor el kell indulnia a kórházba – tovább igazolván, hogy a cége kétes ügyeihez elég sok köze van.

## Vendégszereplők
- Sarah Chalke – Stella Zinman
- John Getz – Joe Hewitt
- Darcy Rose Byrnes – Lucy Zinman
- Vincent Fenequito – koreai tábornok
- Jayden Lund – Bill
- Anthony Palermo – vámos
- Taira Soo – nővér
- Shelby Zemanek – 6 éves Robin

## Zene
- Radiohead – (Nice Dream)
- The Replacements – Here Comes A Regular

## Fordítás
- Ez a szócikk részben vagy egészben  a   Miracles (How I Met Your Mother) című angol Wikipédia-szócikk ezen változatának fordításán alapul.  Az eredeti cikk szerkesztőit annak laptörténete sorolja fel. Ez a jelzés csupán a megfogalmazás eredetét és a szerzői jogokat jelzi, nem szolgál a cikkben szereplő információk forrásmegjelöléseként.